# Kooktraject

Een diagram met in het rood het horizontale deel van het kooktraject aangegeven. Het materiaal maakt hier de overgang van de paarse vloeibare fase in het midden naar de gele gas fase rechts.

Het kooktraject is een temperatuurgebied (in tegenstelling tot kookpunt) waarin een vloeistof(mengsel) overgaat naar de gasvormige fase. De verdamping vindt dan plaats door de hele vloeistof: er ontstaan belletjes. Zuiver water kookt (bij normale luchtdruk) bij precies 100°C (373 K). Maar minder zuiver water begint al eerder te koken en stijgt iets in temperatuur tijdens het koken. Dit noemt men dan het traject.
Sommige stoffen slaan de vloeibare fase over en gaan van de vaste fase direct over naar de gasfase, dit noemt men sublimatie of vervluchten. Het omgekeerde proces, dus van de gasfase direct naar de vaste fase noemt men desublimatie of verrijpen.
Het kooktraject is afhankelijk van de omgevingsfactor luchtdruk. Wordt de luchtdruk verlaagd, dan zal ook het kookpunt/-traject lager zijn.
Het kooktraject speelt een belangrijke rol bij de scheiding van stoffen door middel van destillatie.
Het omgekeerde proces heet condensatie en er is dus ook een condensatietraject.